# Козырев, Дмитрий Павлович
Дмитрий Павлович Козырев (1858 — не ранее 1930) — русский и советский инженер путей сообщения, тайный советник (1913). Председатель Инженерного совета Министерства путей сообщения Российской империи (1912—1917), товарищ министра путей сообщения. Член Совета Научно-технического комитета НКПС СССР (1919—1923). Руководитель Комиссия по пересмотру проекта переустройства Петроградского железнодорожного узла (1923—1926).

## Биография
Родился в 1858 году; происходил из рода ярославских дворян Козыревых.
в 1882 году окончил Институт инженеров путей сообщения. В служебном и классном чине с 1883 года; действительный статский советник с 1907 года, в 1913 году был произведён в тайные советники. Занимал административные должности на Екатерининской, Либаво-Роменской, Петербурго-Варшавской, Сызрано- Вяземской железных дорогах. Три года возглавлял Департамент железных дорог Министерства путей сообщения, с 1912 года был председателем Инженерного совета министерства. До 1917 года был товарищем министра путей сообщения.

Мясоедов-Иванов Виктор Андреевич, Думитрашко Пётр Николаевич, Козырев Дмитрий Павлович принадлежат к наиболее активным ближайшим сотрудникам ряда министров путей сообщения, начиная от кн. Хилков Михаил Иванович до Рухлов Сергей Васильевич включительно. Пройдя службу в ответственных должностях на различных дорогах, занимая затем должности начальников Управления ж.д. и товарищей министра, это были лица, наиболее авторитетные и влиятельные в решении всех главнейших вопросов, касающихся развития и улучшения железнодорожного транспорта, и вместе с тем люди, выносившие в течение длинного ряда лет всю тяжесть громадной работы центрального органа Министерства и той непрерывной борьбы, которую этому ведомству приходилось вести с другими министерствами, так как почти все организационные, финансовые и кредитные вопросы разрешались по согласованию с ними.
— Э.Б.Кригер-Войновский

### Комиссия Козырева
После установления Советской власти член Совета научно-технического комитета НКПС. С 1923 г руководитель Комиссия по пересмотру проекта переустройства Петроградского узла, последнее выступление с докладом на заседание комиссии — апрель 1926 г.
Перед Комиссией были поставлены задачи собрать сведения о работе узла на тот момент времени, выявить основные причины возникавших в нём затруднений и на основании прогнозируемых на будущее грузопотоков «выработать схему полного устройства Ленинградского узла, могущую приспособиться постепенно к разным условиям грузовых потоков в узле, не приурочивая выполнения всей схемы или её отдельных частей к каким-либо определённым годам»
(РГИА. Ф. 350. Оп. 91. Д. 46. Л. 10; Ф. 350. Оп. 91. Д. 47. Л. 21. — 104).

Самым важным вопросом, который рассматривался Комиссией Козырева,
был выбор наиболее рационального варианта развития и реконструкции основной
(левобережной) части узла с целью дальнейшего обслуживания железной дорогой
Ленинградского торгового порта, грузооборот которого, после резкого падения в
прошлые годы, теперь стал постепенно и неуклонно увеличиваться. Комиссия, а также различные подкомиссии в её составе, действовала с 1923 по 1926 гг., провели в общей сложности более 60 различных заседаний и совещаний (нередко на них приглашались и другие заинтересованные лица — представители Военного ведомства, Ленинградского торгового порта и другие) и в общем свою задачу выполнила.

Умер не ранее 1930 года: последнее упоминание в справочнике «Весь Ленинград. Адресная и справочная книга. 1924—1935» по адресу постоянного проживания Поварской пер., 12 — за 1930 год).

## Семья
Жена — Ольга Николаевна Козырева (в девичестве Глебова) (1863—декабрь 1941, Ленинград, погибла в блокаду, место захоронения неизвестно) , дочь гвардии ротмистра в отставке Николая Андреевича Глебова (1824—1869).
Братья О. Н. Глебовой — известные российские предприниматели: старший брат Андрей Николаевич Глебов — инженер, предприниматель, разработчик нерудных и угольных месторождений Донбасса, первооткрыватель золотоносных месторождений в Донбассе и в Европе, золотопромышленник; младший брат Николай Николаевич Глебов — политический и земский деятель, член Государственного совета Российской империи, член ЦК партии конституционных демократов, инженер, предприниматель, организатор энергетического машиностроения и владелец ряда электротехнических компаний России.
Сыновья:
- Павел (1896 — ноябрь 1919, Ялта), врач, выпускник Военно-Медицинской Академии. Участник Первой мировой войны и Белого движения: с конца 1917 года — офицер Добровольческой армии. Жена, с 1917 года — Анна Николаевна Глебова, дочь Н. Н. Глебова.
- Пётр (1898—1937)- архитектор, строитель Волховская ГЭС и канал имени Москвы.
- Николай (1900—1982, Ленинград), биолог.